# Séries éliminatoires de la Coupe Stanley 1963
Année précédente Année suivante
Les séries éliminatoires de la Coupe Stanley 1963 font suite à la saison 1962-1963 de la Ligue nationale de hockey. Les Maple Leafs de Toronto remportent la Coupe Stanley en battant en finale les Red Wings de Détroit sur le score de 4 matchs à 1.

## Tableau récapitulatif
|  | Demi-finales                          | Demi-finales                       |         |   | Finale de la Coupe Stanley     | Finale de la Coupe Stanley     |
|  | Demi-finales                          | Demi-finales                       |         |   | Finale de la Coupe Stanley     | Finale de la Coupe Stanley     |
|  |                                       |                                    |         |   |                                |                                |
|  | 26, 28, 30 mars, 2 et 4 avril 1963    | 26, 28, 30 mars, 2 et 4 avril 1963 |         |   | 9, 11, 14, 16 et 18 avril 1963 | 9, 11, 14, 16 et 18 avril 1963 |
|  | 26, 28, 30 mars, 2 et 4 avril 1963    | 26, 28, 30 mars, 2 et 4 avril 1963 |         |   | 9, 11, 14, 16 et 18 avril 1963 | 9, 11, 14, 16 et 18 avril 1963 |
|  | Toronto                               | 4                                  |         |   | 9, 11, 14, 16 et 18 avril 1963 | 9, 11, 14, 16 et 18 avril 1963 |
|  | Toronto                               | 4                                  |         |   | 9, 11, 14, 16 et 18 avril 1963 | 9, 11, 14, 16 et 18 avril 1963 |
|  | Montréal                              | 1                                  |         |   | 9, 11, 14, 16 et 18 avril 1963 | 9, 11, 14, 16 et 18 avril 1963 |
|  | Montréal                              | 1                                  | Toronto | 4 |                                |                                |
|  | 26, 28, 31 mars, 2, 4 et 7 avril 1963 |                                    | Toronto | 4 |                                |                                |
|  |                                       | Détroit                            | 1       |   |                                |                                |
|  | Chicago                               | Détroit                            | 1       | 2 |                                |                                |
|  | Chicago                               |                                    |         | 2 |                                |                                |
|  | Détroit                               | 4                                  |         |   |                                |                                |
|  | Détroit                               | 4                                  |         |   |                                |                                |

## Détails des séries

### Demi-finales de la Coupe Stanley

#### Toronto contre Montréal
| 26 mars | Maple Leafs de Toronto | 3-1 (1-0, 2-1, 0-0) | Canadiens de Montréal | Maple Leaf Gardens 13 800 spectateurs |

| Feuille de match | Feuille de match                                                                                                   | Feuille de match | Feuille de match                           | Feuille de match |
| ---------------- | --- | ---------------- | ------------------------------------------ | ---------------- |
|                  | Pulford (Stanley, Bower) — 3 min 30 s Duff (Keon, Baun) — 21 min 42 s Armstrong (Kelly, Keon) — 25 min 35 s (SN) - | 1-0 2-0 3-0 3-1  | - Béliveau (Laperrière) — 28 min 46 s (SN) |                  |
| Bower            | Gardiens | Plante           |                                            |                  |
|                  | |                  |                                            |                  |
| 19               | Tirs | 31               |                                            |                  |

| 28 mars | Maple Leafs de Toronto | 3-2 (1-1, 2-1, 0-0) | Canadiens de Montréal | Maple Leaf Gardens |

| Feuille de match | Feuille de match                                                                                        | Feuille de match    | Feuille de match                                        | Feuille de match                                     |
| ---------------- | --- | ------------------- | ------------------------------------------------------- | ---------------------------------------------------- |
|                  | - Armstrong — 6 min 54 s Stanley (Pulford) — 23 min 15 s - Keon (Armstrong, Stanley) — 36 min 35 s (SN) | 0-1 1-1 2-1 2-2 3-2 | Béliveau — 6 min 7 s - Harper (Richard) — 26 min 14 s - | Arbitrage : John Ashley George Hayes, Neil Armstrong |
| Bower            | Gardiens                                                                                                | Plante              |                                                         | Arbitrage : John Ashley George Hayes, Neil Armstrong |
|                  | |                     |                                                         | Arbitrage : John Ashley George Hayes, Neil Armstrong |
| 29               | Tirs | 24                  |                                                         | Arbitrage : John Ashley George Hayes, Neil Armstrong |

| 30 mars | Canadiens de Montréal | 0-2 (0-0, 0-1, 0-1) | Maple Leafs de Toronto | Forum de Montréal 14 000 spectateurs |

| Feuille de match | Feuille de match | Feuille de match | Feuille de match                                    | Feuille de match                                 |
| ---------------- | ---------------- | ---------------- | --------------------------------------------------- | ------------------------------------------------ |
|                  | - -              | 0-1 0-2          | Shack (Pulford) — 33 min 14 s Pulford — 54 min 16 s | Arbitrage : Vern Buffey Matt Pavelich, Ron Wicks |
| Plante           | Gardiens         | Bower            |                                                     | Arbitrage : Vern Buffey Matt Pavelich, Ron Wicks |
|                  |                  |                  |                                                     | Arbitrage : Vern Buffey Matt Pavelich, Ron Wicks |
| 20               | Tirs             | 32               |                                                     | Arbitrage : Vern Buffey Matt Pavelich, Ron Wicks |

| 2 avril | Canadiens de Montréal | 3-1 (0-1, 2-0, 1-0) | Maple Leafs de Toronto | Forum de Montréal |

| Feuille de match | Feuille de match                                                                                                 | Feuille de match | Feuille de match                            | Feuille de match                                  |
| ---------------- | --- | ---------------- | ------------------------------------------- | ------------------------------------------------- |
|                  | - Richard (Moore, Provost) — 20 min 26 s Tremblay — 34 min (SN) Tremblay (Béliveau, Rousseau) — 45 min 29 s (SN) | 0-1 1-1 2-1 3-1  | Stewart (Kelly, Mahovlich) — 6 min 12 s - - | Arbitrage : Frank Udvari Matt Pavelich, Ron Wicks |
| Plante           | Gardiens | Bower            |                                             | Arbitrage : Frank Udvari Matt Pavelich, Ron Wicks |
|                  | |                  |                                             | Arbitrage : Frank Udvari Matt Pavelich, Ron Wicks |
| 23               | Tirs | 37               |                                             | Arbitrage : Frank Udvari Matt Pavelich, Ron Wicks |

| 4 avril | Maple Leafs de Toronto | 5-0 (3-0, 1-0, 1-0) | Canadiens de Montréal | Maple Leaf Gardens |

| Feuille de match | Feuille de match | Feuille de match    | Feuille de match | Feuille de match                                     |
| ---------------- | --- | ------------------- | ---------------- | ---------------------------------------------------- |
|                  | Keon (Armstrong, Kelly) — 6 min 56 s (SN) Duff (Keon, Armstrong) — 9 min 43 s Stewart (Kelly) — 10 min 11 s Keon (Baun, Armstrong) — 36 min 37 s Douglas — 51 min 27 s (SN) | 1-0 2-0 3-0 4-0 5-0 | - -              | Arbitrage : Vern Buffey George Hayes, Neil Armstrong |
| Bower            | Gardiens | Plante              |                  | Arbitrage : Vern Buffey George Hayes, Neil Armstrong |
|                  | |                     |                  | Arbitrage : Vern Buffey George Hayes, Neil Armstrong |
| 28               | Tirs | 35                  |                  | Arbitrage : Vern Buffey George Hayes, Neil Armstrong |

#### Chicago contre Détroit
| 26 mars | Black Hawks de Chicago | 5-4 (2-1, 3-1, 0-2) | Red Wings de Détroit | Chicago Stadium 15 419 spectateurs |

| Feuille de match | Feuille de match | Feuille de match                    | Feuille de match                                                                                       | Feuille de match                                 |
| ---------------- | --- | ----------------------------------- | --- | ------------------------------------------------ |
|                  | Hull (Balfour, Maki) — 9 min 8 s - Hull (Wharram, Pilote) — 15 min 1 s (SN) McDonald (Hay) — 28 min 19 s (SN) - Nesterenko (Wharram, Mikita) — 32 min 50 s Hay — 36 min 46 s - - | 1-0 1-1 2-1 3-1 3-2 4-2 5-2 5-3 5-4 | - M. Pronovost (Delvecchio) — 13 min 37 s - Stasiuk (Ullman, Gadsby) — 29 min 50 s - Howe — 43 min 5 s | Arbitrage : Vern Buffey Matt Pavelich, Ron Wicks |
| Hall             | Gardiens | Sawchuk                             | | Arbitrage : Vern Buffey Matt Pavelich, Ron Wicks |
|                  | |                                     | | Arbitrage : Vern Buffey Matt Pavelich, Ron Wicks |
| 29               | Tirs | 31                                  | | Arbitrage : Vern Buffey Matt Pavelich, Ron Wicks |

| 28 mars | Black Hawks de Chicago | 5-2 (1-1, 2-0, 2-1) | Red Wings de Détroit | Chicago Stadium |

| Feuille de match | Feuille de match | Feuille de match            | Feuille de match                                                                 | Feuille de match                              |
| ---------------- | --- | --------------------------- | -------------------------------------------------------------------------------- | --------------------------------------------- |
|                  | - Hull (Pilote, Wharram) — 16 min 58 s Hay (Nesterenko) — 26 min 34 s (SN) Hay (Hull, Pilote) — 36 min 45 s (SN) Mikita (Pilote, Nesterenko) — 41 min 56 s (SN) McDonald (Wharram, Mikita) — 57 min 43 s (IN) - | 0-1 1-1 2-1 3-1 4-1 5-1 5-2 | Stasiuk (Goegan, Ullman) — 10 min 54 s - Howe (Gadsby, Delvecchio) — 59 min 51 s | Arbitrage : Art Skov Matt Pavelich, Ron Wicks |
| Hall             | Gardiens | Sawchuk                     |                                                                                  | Arbitrage : Art Skov Matt Pavelich, Ron Wicks |
|                  | |                             |                                                                                  | Arbitrage : Art Skov Matt Pavelich, Ron Wicks |
| 27               | Tirs | 35                          |                                                                                  | Arbitrage : Art Skov Matt Pavelich, Ron Wicks |

| 31 mars | Red Wings de Détroit | 4-2 (0-1, 2-1, 2-0) | Black Hawks de Chicago | Olympia Stadium 13 241 spectateurs |

| Feuille de match | Feuille de match | Feuille de match        | Feuille de match                                                                           | Feuille de match                                      |
| ---------------- | --- | ----------------------- | ------------------------------------------------------------------------------------------ | ----------------------------------------------------- |
|                  | - Howe (Barkley) — 30 min 36 s - MacDonald (Young, Howe) — 39 min 40 s (SN) Faulkner (A. Pronovost, Howe) — 46 min 2 s MacGregor (Barkley, A. Pronovost) — 46 min 42 s | 0-1 1-1 1-2 2-2 3-2 4-2 | Mikita (Pilote, McDonald) — 4 min 31 s (SN) - Mikita (Wharram, McDonald) — 37 min 33 s - - | Arbitrage : Frank Udvari George Hayes, Neil Armstrong |
| Sawchuk          | Gardiens | Hall                    |                                                                                            | Arbitrage : Frank Udvari George Hayes, Neil Armstrong |
|                  | |                         |                                                                                            | Arbitrage : Frank Udvari George Hayes, Neil Armstrong |
| 19               | Tirs | 44                      |                                                                                            | Arbitrage : Frank Udvari George Hayes, Neil Armstrong |

| 2 avril | Red Wings de Détroit | 4-1 (1-0, 2-1, 1-0) | Black Hawks de Chicago | Olympia Stadium |

| Feuille de match | Feuille de match | Feuille de match    | Feuille de match                                 | Feuille de match                                     |
| ---------------- | --- | ------------------- | ------------------------------------------------ | ---------------------------------------------------- |
|                  | Faulkner (Delvecchio) — 12 min 34 s (SN) Howe (MacDonald) — 21 min 11 s (SN) - A. Pronovost (Gadsby, MacGregor) — 38 min 20 s Smith (Ullman, Barkley) — 40 min 18 s | 1-0 2-0 2-1 3-1 4-1 | - Hull (Hillman, Balfour) — 28 min 37 s (SN) - - | Arbitrage : John Ashley George Hayes, Neil Armstrong |
| Sawchuk          | Gardiens | Hall                |                                                  | Arbitrage : John Ashley George Hayes, Neil Armstrong |
|                  | |                     |                                                  | Arbitrage : John Ashley George Hayes, Neil Armstrong |
| 17               | Tirs | 35                  |                                                  | Arbitrage : John Ashley George Hayes, Neil Armstrong |

| 4 avril | Black Hawks de Chicago | 2-4 (0-1, 2-2, 0-1) | Red Wings de Détroit | Chicago Stadium |

| Feuille de match | Feuille de match                                                                 | Feuille de match        | Feuille de match | Feuille de match                                  |
| ---------------- | -------------------------------------------------------------------------------- | ----------------------- | --- | ------------------------------------------------- |
|                  | - Wharram (Pilote, McDonald) — 28 min 32 s Hull (Hay, Hillman) — 35 min 17 s - - | 0-1 0-2 1-2 2-2 2-3 2-4 | Smith (Ullman) — 15 min 51 s Ullman (Jeffrey) — 24 min 53 s (SN) - MacDonald (Howe, Ullman) — 39 min 5 s (SN) Ullman (Gadsby, Smith) — 57 min 25 s (SN) | Arbitrage : Frank Udvari Ron Wicks, Matt Pavelich |
| Hall             | Gardiens                                                                         | Sawchuk                 | | Arbitrage : Frank Udvari Ron Wicks, Matt Pavelich |
|                  |                                                                                  |                         | | Arbitrage : Frank Udvari Ron Wicks, Matt Pavelich |
| 30               | Tirs                                                                             | 43                      | | Arbitrage : Frank Udvari Ron Wicks, Matt Pavelich |

| 7 avril | Red Wings de Détroit | 7-4 (2-1, 2-3, 3-0) | Black Hawks de Chicago | Olympia Stadium |

| Feuille de match | Feuille de match | Feuille de match                            | Feuille de match                                                                                        | Feuille de match                                 |
| ---------------- | --- | ------------------------------------------- | --- | ------------------------------------------------ |
|                  | MacDonald (Howe, Ullman) — 5 min 43 s - Ullman (Delvecchio, Howe) — 16 min 49 s (SN) - Jeffrey (Ullman, Goegan) — 24 min 12 s Delvecchio — 25 min 1 s - Faulkner (A. Pronovost, MacGregor) — 47 min 9 s Ullman (Howe, Jeffrey) — 50 min 46 s (SN) Gadsby (Ullman, MacGregor) — 56 min 29 s | 1-0 1-1 2-1 2-2 3-2 4-2 4-3 4-4 5-4 6-4 7-4 | - Hull (Vasko) — 7 min 35 s - Hull (Pilote, Nesterenko) — 23 min 53 s - Hull (Pilote) — 34 min 34 s - - | Arbitrage : Vern Buffey Ron Wicks, Matt Pavelich |
| Sawchuk          | Gardiens | Hall                                        | | Arbitrage : Vern Buffey Ron Wicks, Matt Pavelich |
|                  | |                                             | | Arbitrage : Vern Buffey Ron Wicks, Matt Pavelich |
| 38               | Tirs | 20                                          | | Arbitrage : Vern Buffey Ron Wicks, Matt Pavelich |

### Finale de la Coupe Stanley
| 9 avril | Maple Leafs de Toronto | 4-2 (3-0, 0-2, 1-0) | Red Wings de Détroit | Maple Leaf Gardens 13 848 spectateurs |

| Feuille de match | Feuille de match | Feuille de match        | Feuille de match                                                                   | Feuille de match                                  |
| ---------------- | --- | ----------------------- | ---------------------------------------------------------------------------------- | ------------------------------------------------- |
|                  | Duff (Keon, Stanley) — 49 s Duff (Horton, Stanley) — 1 min 48 s Nevin — 14 min 42 s (IN) - Nevin (Pulford, Shack) — 48 min 8 s | 1-0 2-0 3-0 3-1 3-2 4-2 | - Jeffrey (Ullman, Smith) — 25 min 36 s Jeffrey (Howe, Ullman) — 28 min 5 s (SN) - | Arbitrage : Frank Udvari Ron Wicks, Matt Pavelich |
| Bower            | Gardiens | Sawchuk                 |                                                                                    | Arbitrage : Frank Udvari Ron Wicks, Matt Pavelich |
|                  | |                         |                                                                                    | Arbitrage : Frank Udvari Ron Wicks, Matt Pavelich |
| 30               | Tirs | 23                      |                                                                                    | Arbitrage : Frank Udvari Ron Wicks, Matt Pavelich |

| 11 avril | Maple Leafs de Toronto | 4-2 (2-0, 2-1, 0-1) | Red Wings de Détroit | Maple Leaf Gardens 14 071 spectateurs |

| Feuille de match | Feuille de match | Feuille de match        | Feuille de match                                                                   | Feuille de match                                     |
| ---------------- | --- | ----------------------- | ---------------------------------------------------------------------------------- | ---------------------------------------------------- |
|                  | Litzenberger (Horton, Pulford) — 5 min 31 s Stewart (Litzenberger, Kelly) — 18 min 42 s Nevin (Stanley, Horton) — 20 min 48 s - Stewart (Litzenberger, Harris) — 28 min 55 s (SN) - | 1-0 2-0 3-0 3-1 4-1 4-2 | - Howe (Delvecchio, Pronovost) — 21 min 32 s - Howe (Jeffrey, Ullman) — 42 min 3 s | Arbitrage : Vern Buffey George Hayes, Neil Armstrong |
| Bower            | Gardiens | Sawchuk                 |                                                                                    | Arbitrage : Vern Buffey George Hayes, Neil Armstrong |
|                  | |                         |                                                                                    | Arbitrage : Vern Buffey George Hayes, Neil Armstrong |
| 25               | Tirs | 33                      |                                                                                    | Arbitrage : Vern Buffey George Hayes, Neil Armstrong |

| 14 avril | Red Wings de Détroit | 3-2 (1-1, 2-1, 0-0) | Maple Leafs de Toronto | Olympia Stadium 13 690 spectateurs |

| Feuille de match | Feuille de match | Feuille de match    | Feuille de match                                                    | Feuille de match                                      |
| ---------------- | --- | ------------------- | ------------------------------------------------------------------- | ----------------------------------------------------- |
|                  | Stasiuk (Smith, Ullman) — 33 s - Faulkner (MacGregor, M. Pronovost) — 28 min 13 s - Faulkner (M. Pronovost, A. Pronovost) — 33 min 39 s | 1-0 1-1 2-1 2-2 3-2 | - Keon (Duff, Brewer) — 15 min 56 s - Horton (Kelly) — 33 min 6 s - | Arbitrage : Frank Udvari George Hayes, Neil Armstrong |
| Sawchuk          | Gardiens | Bower               |                                                                     | Arbitrage : Frank Udvari George Hayes, Neil Armstrong |
|                  | |                     |                                                                     | Arbitrage : Frank Udvari George Hayes, Neil Armstrong |
| 30               | Tirs | 28                  |                                                                     | Arbitrage : Frank Udvari George Hayes, Neil Armstrong |

| 16 avril | Red Wings de Détroit | 2-4 (1-0, 1-2, 0-2) | Maple Leafs de Toronto | Olympia Stadium |

| Feuille de match | Feuille de match                                                                | Feuille de match        | Feuille de match | Feuille de match                                 |
| ---------------- | ------------------------------------------------------------------------------- | ----------------------- | --- | ------------------------------------------------ |
|                  | Howe (Delvecchio, MacDonald) — 2 min 54 s - Joyal (Howe) — 22 min 38 s (SN) - - | 1-0 1-1 2-1 2-2 2-3 2-4 | - Armstrong (Keon) — 21 min 17 s - Kelly (Mahovlich, Baun) — 37 min 41 s Keon — 49 min 42 s Kelly — 57 min 45 s (SN) | Arbitrage : Vern Buffey Matt Pavelich, Ron Wicks |
| Sawchuk          | Gardiens                                                                        | Bower                   | | Arbitrage : Vern Buffey Matt Pavelich, Ron Wicks |
|                  |                                                                                 |                         | | Arbitrage : Vern Buffey Matt Pavelich, Ron Wicks |
| 29               | Tirs                                                                            | 38                      | | Arbitrage : Vern Buffey Matt Pavelich, Ron Wicks |

| 18 avril | Maple Leafs de Toronto | 3-1 (1-0, 0-1, 2-0) | Red Wings de Détroit | Maple Leaf Gardens 14 403 spectateurs |

| Feuille de match | Feuille de match | Feuille de match | Feuille de match                                    | Feuille de match                                  |
| ---------------- | --- | ---------------- | --------------------------------------------------- | ------------------------------------------------- |
|                  | Keon (Armstrong) — 17 min 44 s (IN) - Shack (Douglas, Pulford) — 53 min 28 s Keon (Armstrong, Stanley) — 59 min 55 s | 1-0 1-1 2-1 3-1  | - Delvecchio (Howe, M. Pronovost) — 20 min 49 s - - | Arbitrage : Frank Udvari Matt Pavelich, Ron Wicks |
| Bower            | Gardiens | Sawchuk          |                                                     | Arbitrage : Frank Udvari Matt Pavelich, Ron Wicks |
|                  | |                  |                                                     | Arbitrage : Frank Udvari Matt Pavelich, Ron Wicks |
| 25               | Tirs | 26               |                                                     | Arbitrage : Frank Udvari Matt Pavelich, Ron Wicks |